# Fernmeldeturm Blaschette
Der Fernmeldeturm Blaschette ist ein Fernmeldeturm nördlich von Blaschette in der Gemeinde Lorentzweiler (luxemburgisch Luerenzweiler) des Kantons Mersch im Großherzogtum Luxemburg.
Der Fernmeldeturm ist 91 Meter hoch und als Stahlrohrkonstruktion aus Beton erbaut. Er hat zwei Plattformen für Richtfunkantennen und dient neben dem Richtfunk und Mobilfunk auch zur Verbreitung des Radioprogramms von L’essentiel Radio auf 103,4 MHz mit 1 kW ERP. zusätzlich wurde die UKW-Frequenz 107,7 MHz am Standort Blaschette durch den Service des Médias et des Communications für Radio DNR ausgeschrieben.